# Фрідріх Міт
Фрідріх Міт (нім. Friedrich Mieth; 4 червня 1888 — 2 вересня 1944) — німецький офіцер, генерал піхоти вермахту (20 квітня 1943). Кавалер Лицарського хреста Залізного хреста з дубовим листям.

## Біографія
Учасник Першої світової війни. Після демобілізації армії залишений у рейхсвері, служив у піхотних частинах. З 6 жовтня 1936 року — командир 27-го піхотного полку. З 10 листопада 1938 року — начальник штабу 12-го армійського корпусу. 1 вересня 1939 року очолив штаб 1-ї армії, яка під час Польської кампанії зайняла позиції на франко-німецькому кордоні. З 10 лютого 1940 року — 1-й обер-квартирмейстер Генштабу сухопутних військ, відповідав в тому числі за оперативне планування. Після Французької кампанії 25 червня 1940 року призначений начальником франко-німецької комісії з перемир'я. З 10 грудня 1940 року — командир 112-ї піхотної дивізії. В серпні 1941 року дивізію перекинули під Бобруйськ. Учасник боїв в районі Києва, Брянська і Орла. З 24 листопада 1942 року — в.о. командувача охоронними військами в зоні відповідальності групи армій «Дон». В грудні 1942 року під його керівництвом у складі армійської групи «Голладт» було сформоване генеральне командування «Міт» (з 1 квітня 1943 року — корпус «Міт», з 20 липня 1943 року — 4-й армійський корпус). Учасник боїв в районі Міуса, на Дону, Донці і Дніпрі. З березня 1944 року вів бої в районі Миколаєва і на Бузі, а з квітня — на Дністрі. В ході Яссько-Кишинівської операції його корпус був розбитий, а сам Міт загинув у бою.

## Нагороди
- Залізний хрест
  - 2-го класу (17 вересня 1914)
  - 1-го класу (11 березня 1915)
- Орден «За заслуги» (Баварія) 4-го класу з мечами (7 лютого 1915)
- Хрест «За військові заслуги» (Брауншвейг) 2-го класу (22 березня 1917)
- Хрест «За військові заслуги» (Австро-Угорщина) 3-го класу з військовою відзнакою
- Військова медаль (Османська імперія) (29 січня 1918)
- Нагрудний знак «За поранення» в чорному (квітень 1918)
- Почесний хрест ветерана війни з мечами (29 грудня 1934)
- Медаль «За вислугу років у Вермахті» 4-го, 3-го, 2-го і 1-го класу (2 жовтня 1936) — отримав 4 медалі одночасно.
- Застібка до Залізного хреста 2-го і 1-го класу
- Німецький хрест в золоті (26 грудня 1941)
- Орден Корони Італії, великий офіцерський хрест (11 березня 1942)
- Медаль «За зимову кампанію на Сході 1941/42» (1 серпня 1942)
- Лицарський хрест Залізного хреста з дубовим листям
  - лицарський хрест (2 листопада 1943)
  - дубове листя (№ 409; 1 березня 1944)
- Орден Михая Хороброго 3-го класу (Румунія)
- Двічі відзначений у Вермахтберіхт (18 лютого і 8 червня 1944)